# Assunzione del mondo aperto
In un sistema logico formale utilizzato per la rappresentazione della conoscenza, l'assunzione del mondo aperto (dall'inglese open-world assumption, o OWA, talvolta tradotta come ipotesi del mondo aperto), è l'assunzione secondo cui il valore di verità di una dichiarazione può essere positivo indipendentemente dal fatto che la dichiarazione sia un fatto conosciuto essere vero. È l'opposta dell'assunzione del mondo chiuso (CWA), in cui ogni dichiarazione è vera solo se è nota essere tale.
Ad esempio, data una base di conoscenza consistente nell'unica informazione "Il cane è un animale", alla domanda "Il gatto è un animale?" un sistema CWA risponderebbe "No", mentre un sistema OWA risponderebbe "Non so".
Ci si basa su tale ipotesi quando si ha a che fare con una base di conoscenza (knowledge base) di cui non si garantisce la completezza. La logica adottata è monotòna ed è prevista l'esistenza di più modelli che soddisfano gli assiomi dati, il che conferisce maggior potenza inferenziale, pur risultando talvolta poco intuitiva.

## Proprietà
- Nella costruzione del sistema, inizialmente "tutto è possibile". Bisogna progressivamente ed esplicitamente dichiarare ciò che non lo è.[5]
- L'assunzione di unicità del nome generalmente non è valida secondo l'OWA, dato che - se non diversamente esplicitata - l'assunzione per cui due nomi diversi si riferiscano a entità diverse non è data per nota (sono ammessi sinonimi per indicare lo stesso oggetto mentre uno stesso nome può riferirsi a oggetti differenti. L'asserzione di identità deve essere stabilita in modo esplicito).[6]
- È un sistema particolarmente adatto per:[5]
  - ambiti dove l'incognita è parte integrante del percorso di conoscenza (ad esempio il campo scientifico);
  - il riuso e l'espansione da parte di vari soggetti (difatti un approccio tipico è quello di sotto-specificare il sistema e lasciare agli utenti l'onere di completare la rete di informazioni).
- Un sistema basato su OWA può essere definito in modo esaustivo al punto da renderlo CWA, ovvero rendere valida anche l'assunzione di mondo chiuso.[5]

## Utilizzo nei linguaggi
L'assunzione del mondo aperto è tipica dei linguaggi per il Web semantico, come OWL; al contrario, in generale la CWA è tipica dei modelli relazionali. Esistono, tuttavia, delle eccezioni. Un esempio è SQL, linguaggio relazionale, prevede l'utilizzo del marcatore NULL, tollerando una sorta di incompletezza del database; oppure alcuni linguaggi di ontologie, come F-logic o Prolog, adottano la negation as failure, che implica l'adozione dell'assunzione del mondo chiuso.